# 58. pješačka divizija
58. pješačka divizija (58. Infanterietruppendivision) bila je pješačka divizija austro-ugarske kopnene vojske aktivna tijekom Prvog svjetskog rata. Osnovana je 1915. kao pristožerna postrojba XVI korpusa, 5 armije, te je dodijeljena vitalnim obrambenim položajima Gorice, od brda Sabotina do brda Podgore duž obala lijevo od Soče. Činile su je dvije brdske brigade: 4. i 5. brdska brigada, uglavnom sastavljenih od vojnika iz Dalmacije.

## Ustroj
Ustroj 58. pješačke divizije u svibnju 1915. godine dolaskom u Goricu;
- 4. brdska brigada (GM Theodor Konopicky)
  - 37. domobranska pješačka pukovnija (Gruž) (3)
    - II. bojna 52. pješačke pukovnije (Pečuh)
    - III. bojna 69. pješačke pukovnije (Stolni Biograd)
    - II. bojna 22. pješačke pukovnije (Sinj) (1916.)

  - 1. eskadron dalmatinskih konjaničkih strijelaca (Sinj)
  - Brdski topnički divizijun 4. brdske brigade
    - 3. bitnica 11. brdske topničke pukovnije (Sarajevo)
    - 1. bitnica 13. brdske topničke pukovnije (Kotor)
- 5. brdska brigada (GM Maximilian Nöhring)
  - 23. domobranska pješačka  pukovnija (Zadar) (3)
    - I. bojna 22. pješačke pukovnije (Sinj) (1915.)
    - V. bojna 22. pješačke pukovnije (Sinj) (1915.)
    - III. bojna 22. pješačke pukovnije (Sinj) (1916.)
    - VI. bojna 22. pješačke pukovnije (Sinj) (1916.)

  - 2. eskadron dalmatinskih konjaničkih strijelaca (Sinj)
  - Samostalni dalmatinski brdski topnički divizijun (Sinj) (2)
- 58. jurišna bojna (1)
- 58. poljska topnička brigada (4) [2]Prikaz austrijsko-njemačkog napredovanja 1917.

## Bitke
- Prva bitka na Soči
- Druga bitka na Soči
- Treća bitka na Soči
- Četvrta bitka na Soči
- Peta bitka na Soči
- Bitka za Goricu (Šesta bitka na Soči)
- Sedma bitka na Soči
- Osma bitka na Soči
- Deveta bitka na Soči
- Deseta bitka na Soči
- Jedanaesta bitka na Soči
- Kobaridska ofenziva
- Bitka na Piavi
- Bitka kod Vittoria Veneta[3]

## Zapovjednici
- Erwin Zeidler von Görz: ožujak 1915. - kolovoz 1918.[4]
- Bogeslav Wolf von Monte San Michele: kolovoz - studeni 1918.

## Galerija
- Oznaka jurišne bojne 58. divizije
- borbena odora 22. pukovnije
- borbena odora 23./37. pukovnije austrijskog domobranstva